# Hötzum
Hötzum ist ein Dorf im Landkreis Wolfenbüttel (Niedersachsen) und Ortsteil der Gemeinde Sickte.

## Geografie
Beginnend im Nordwesten, grenzen im Uhrzeigersinn an Hötzum die kreisfreie Stadt Braunschweig, Cremlingen, Sickte, Veltheim (Ohe), Erkerode, Evessen, Dettum und die Kreisstadt Wolfenbüttel.
Zur Gemeindegliederung siehe auch Sickte.

## Geschichte
Hötzum nannte man im Jahr 1031 Hunesheim, 1251 Hotselem, 1340 Hotzelern und 1344 Hötzelen. Hötzum war ein Pfarrdorf mit Kirche, Pfarre und Pfarrwitwenhof. 1405 war der Komtur zu Süpplingenburg Patron der Pfarre. Im 18. Jahrhundert hatte Hötzum vier Ackerhöfe, einen Schäferhof, sechs Halbspännerhöfe, sechs Kothöfe und acht Brinksitzerstellen. Da die Gegend früher waldreicher als heute war, besaß der Ort 394 Morgen und 103 Ruten Holz.
Am 1. März 1974 wurde Hötzum in die neue Gemeinde Sickte eingegliedert.
Heute leben in dem Ort zahlreiche Pendler nach Wolfenbüttel und Braunschweig.

## Wappen
| | Blasonierung: „In Gold eine gestürzte rote Pferdebramme zwischen drei roten Häusern (2:1).“ |
| Wappenbegründung: Ein heute nicht mehr gebräuchliches, zaumzeugähnliches ländliches Gerät, eine Pferdebramme oder Pferdebremse, war ehedem in Hötzum nicht nur in Gebrauch, sondern stand vor sechseinhalb Jahrhunderten mit dem Dorf auch in symbolischer Verbindung, und zwar über das welfische Dienstmannengeschlecht von Hötzum, das sich nach dem Ort benannte und wohl im 14. oder 15. Jahrhundert ausstarb. Es führte nachweislich, eines im Staatsarchiv Wolfenbüttel aufbewahrten Siegels von 1338, eine solche Pferdebramme im Schild. Im Ortsnamen steckt der Begriff „Heim“, was durch die stilisierten Häuser verdeutlicht wird. Deren Dreizahl erinnert daran, dass das Dorf dreimal verwüstet, aber jedes Mal wieder aufgebaut worden ist: nach dem Niederbrennen in der Fehde von 1388, nach der kriegerischen Verwüstung in den Kämpfen zwischen den Braunschweigern und dem Herzog 1605 und nochmals nach den Heimsuchungen des Dreißigjährigen Krieges 1618–1648. Zugleich erinnern die drei Häuser an die drei Wüstungen auf Hötzumer Gebiet, die im heutigen Hötzum aufgegangen sind und deren Namen teils noch als Flurnamen weiterleben: Duttmer, Ampferlingen und Austerlingen. Die braunschweigischen Wappenfarben Rot-Gold erinnern an die lange Zugehörigkeit zum Herzogtum Braunschweig. Das Wappen wurde von Arnold Rabbow gestaltet und von einer Bürgerversammlung am 25. September 1986 angenommen. |                                                                                             |

## Verkehr
Hötzum ist mit den Haltestellen Hötzum Kirche und Hötzum Brunnenstraße an den regionalen Busverkehr angebunden.
Zudem existiert ein historischer Bahnhof, der vollständig erhalten ist und heute als Wohngebäude genutzt wird. Die Schienenanlagen wurden entfernt, jedoch sind der ehemalige Lokschuppen, Brücken und speziell das Gleisbett im nahe gelegenen Forst Lagholz noch teilweise vorhanden.

## Sonstiges
In Hötzum existiert der Hötzumer Sportverein, gegründet 1972. Des Weiteren verfügt der Ort über eine Freiwillige Feuerwehr.